# 蒋封岐
蒋封岐，山东青州人，是一名清朝政治人物。
蒋封岐曾于1830年接替姚云升任金山县知县一职，1831年由周百顺接任。